# 크로스 크리크
크로스 크리크(Cross Creek)는 미국에서 제작된 마틴 리트 감독의 1983년 드라마, 멜로/로맨스 영화이다. 메리 스틴버겐 등이 주연으로 출연하였고 로버트 B. 라드니츠 등이 제작에 참여하였다.

## 출연

### 주연
- 메리 스틴버겐
- 립 톤

### 조연
- 피터 코요테
- 데이너 힐
- 알프리 우다드

## 제작진
- 원작자: 마저리 키넌 롤링스
- 공동제작: 테런스 넬슨
- 미술: 월터 스콧 헌돈
- 의상: 조 I. 톰킨스
- 배역: 카로 존스